# Uluru
Uluru ali Ayers Rock je največji osamelec na svetu, ki je znan že iz kamene dobe, ko so v Avstralijo pripluli Aborigini.
Uluru, ki se nahaja skoraj natanko v geografskem središču Avstralije, je največji skalni monolit na svetu. Dviguje se 348 metrov nad okolico, v širino meri 2, v dolžino pa 3,6 kilometrov. Zgrajen je iz rdečkastega peščenjaka in je ena glavnih naravnih znamenitosti celine. Znan je zaradi svoje nenavadne velikosti in lege, pa tudi zaradi navideznega spreminjanja barve.
Angleško ime zanj je Ayers Rock, vendar je ime Uluru, kakor ga imenujejo aboridžini, dosti bolj pogosto. Za aboridžine, prvotne naseljence Avstralije, je sveti kraj.